# 伊波朗
伊波朗是巴西巴拉那州的一个市镇。总面积647.894平方公里，总人口15353人，人口密度23.7人/平方公里。